# Полудінський сільський округ
Полу́дінський сільський округ (каз. Полудино ауылдық округі, рос. Полудинский сельский округ) — адміністративна одиниця у складі району Магжана Жумабаєва Північноказахстанської області Казахстану. Адміністративний центр — село Полудіно.
Населення — 1499 осіб (2021; 1908 у 2009, 2545 у 1999, 3463 у 1989).
Станом на 1989 рік існувала Полудінська сільська рада (села Ганькіно, Полудіно, Скворцовка), селище Ганькіно перебувало у складі Новотроїцької сільської ради. 21 червня 2019 року було ліквідоване село Скворцовка.

## Склад
До складу округу входять такі населені пункти:
| Населений пункт            | Старі назви | Населення, осіб (1989) | Населення, осіб (1999) | Населення, осіб (2009) | Населення, осіб (2021) |
| -------------------------- | ----------- | ---------------------- | ---------------------- | ---------------------- | ---------------------- |
| Ганькіно, село             | -           | 396                    | 300                    | 221                    | 168                    |
| Ганькіно, станційне селище | -           | 189                    | 169                    | 165                    | 105                    |
| Полудіно, село             | -           | 2377                   | 1790                   | 1492                   | 1221                   |
| --Скворцовка, село         | -           | 501                    | 286                    | 30                     | 5                      |